# Устав Боливије
Устав Боливије ступио је на снагу 7. фебруара 2009. када га је прогласио председник Ево Моралес, након што је одобрен на референдуму са 90,24% учешћа. Референдум је одржан 25. јануара 2009. године, а устав је одобрило 61,43% бирача.
То је 17. устав у историји земље; Претходни устави су донети 1826, 1831, 1834, 1839, 1843, 1851, 1861, 1868, 1871, 1878, 1880, 1938, 1945, 1947. и 1967. године.
Устав из 2009. дефинише Боливију као унитарну вишенационалну и секуларну (а не католичку, као раније) државу, формално познату као Вишенационална Држава Боливија. Позива на мешовиту економију државног, приватног и комуналног власништва; ограничава приватно власништво над земљом на максимално 5.000 хектара (12.400 акра); и признаје различите аутономије на локалном и ресорном нивоу. Он подиже изборне власти да постану четврта уставна власт; уводи могућност опозива избора за све изабране функционере; и проширује Сенат. Чланови проширеног Националног конгреса биће изабрани тако што ће се прво гласати иза местау будућности, у промени у односу на претходни мешовити члански пропорционални систем . Правосуђе је реформисано, а судије ће убудуће бити биране и неће их више постављати Национални конгрес. Проглашава природне ресурсе искључивом доминацијом боливијског народа, којом управља држава. Сукре ће бити признат као главни град Боливије, али институције ће остати тамо где јесу (извршна и законодавна власт у Ла Пазу, судска у Сукреу). Бирачка власт ће бити смештена у Сукреу.

## Процес израде
Боливијски гасни рат је претходио процесу израде нацрта. Гасни рат се усредсредио на контроверзну одлуку странке Националног револуционарног покрета (МНР) да извози боливијски природни гас преко чилеанских лука које је Чиле заузео у рату на Пацифику 1870-их. Гасни рат је дошао до врхунца у октобру 2003. насилним протестима широм земље различитих друштвених актера, оставивши најмање 70 мртвих. Тадашњи председник Гонзало Санчез де Лозада („Гони“) поднео је оставку и побегао у САД. Гонија је наследио потпредседник Карлос Меса који је био приморан да се повуче услед даљих распрострањених протеста у Ел Алту, Ла Пазу и Кочабамбиу јуну 2005. То је довело до избора судије Едуарда Родригеза за шефа прелазне владе која је обезбедила услове за нове изборе у децембру 2005. Одређени број нових партија ушао је у политички оквир.
Странка МАС Ева Моралеса је изабрана и почела је да спроводи своју „ октобарску агенду “, скуп захтева друштвеног покрета који проистичу из Гасног рата. Први од ових задатака био је покретање уставотворне скупштине за писање новог устава. Скупштину су чинили изабрани представници из свих региона земље. Скупштина није успела да постигне заједнички договор око различитих питања, укључујући и правила рада. На крају, пошто није успела да постигне договор у Сукреу - често усред насилних протеста или у другом случају - странка МАС је била приморана да се повуче у Орурода се доврши Устав. Устав је стога додатно модификовала Комисија за уређивање пре него што је Ево, уз много помпе, председавао доношењем новог Устава 14. децембра 2007.
Пошто неки на националном и међународном нивоу овај процес нису сматрали демократским, устав се у то време није сматрао легитимним, иако је Боливији обезбедио извесну политичку стабилност.  Због тога је постојао стални процес поновног преговарања: ово је укључивало дијалог у Кочабамби између председника и опозиционих префекта у септембру 2008; и у Конгресу током преговора за референдум у октобру 2008. 

## Текст и одредбе Устава из 2009.
Организација
Текст устава је подељен на пет ширих делова:
Први део : Основне основе државе, права, обавезе и гаранције
Други део : Функционална структура и организација државе
Трећи део : Територијална структура и организација државе
Четврти део : Економска структура и организација државе
Пети део : Хијерархија норми и реформа устава
Сваки део је подељен на наслове, а ови наслови на поглавља. Нека поглавља су и сама подељена на одељке. Свеукупно, устав има 411 чланова. 
Држава и демократија
Боливија је установљена тренутним уставом као плурална и унитарна држава:
Члан 1.
Боливија је конституисана као јединствена социјална држава вишенационалног права заснованог на заједници, слободна, независна, суверена, демократска, интеркултурална, децентрализована и са аутономијама. Боливија је утемељена у плурализму и политичком, економском, правном, културном и језичком плурализму у оквиру процеса интеграције земље.
Устав (у трећем поглављу Главе 1.) дефинише облике демократије – партиципативне, представничке и засноване на заједници – и структуру власти која ће се користити у Боливији. Директна и партиципативна демократија се одвија кроз референдуме, грађанске законодавне иницијативе, одузимање мандата изабраних званичника, скупштине, цабилдое и претходне консултације. Представничка демократија се одвија избором представника путем општег, директног и тајног гласања. Комунална демократија се одвија кроз „избор, именовање или именовање власти и представника“ међу домородачким, изворни или цампесино народи и нације, користећи сопствене норме и процедуре. Исто поглавље успоставља поделу власти између четири гране власти: законодавне, извршне, судске и изборне.
Боливија такође постаје „пацифистичка држава“ која одбацује рат, иако задржава право на „легитимну одбрану“. Устав забрањује постављање страних војних база унутар земље. 
Устав је установљен као врховни закон боливијске државе,  а 36 домородачких језика, као и шпански су проглашени службеним језицима. Све владе одељења морају да користе, као службене језике, један домородачки језик поред шпанског. 
Устав даје улогу националног капитала Сукреу, не помињујући у тексту Ла Паз. Ипак, Палацио Кемадо (Председничка палата и седиште боливијске извршне власти ) се налази у Ла Пазу, као и Национални конгрес и Вишенационално изборно тело. Ла Паз тако наставља да буде седиште владе и де фацто административни главни град.
Члан 6
И. Сукре је главни град Боливије.

Изборни систем
Бирачка власт, која ће постати четврта уставна власт, биће смештена у Сукреу.
Након доношења Устава, биће одржани нови избори за све органе јавне власти, а сви претходни мандати се неће узимати у обзир за ограничење мандата. Поред тога, председнику ће бити дозвољено да буде поново изабран једном, што ће Ево Моралесу омогућити још два мандата ако одлучи да настави овим путем. Штавише, ако ниједан кандидат не добије више од 50% гласова на председничким изборима, биће одржан други круг; до сада је Национални конгрес одлучивао ко ће у таквом случају постати председник.
Атакама коридор
Устав Боливије из 2009. наводи да земља има неопозиво право на територију која јој даје приступ Тихом океану и њеном поморском простору. Ово се схвата као чилеанска територија коју је Боливија уступила Уговором о миру и пријатељству из 1904. између Чилеа и Боливије након рата на Пацифику који је оставио Боливију земљу без излаза на море. У тексту се такође обавезује да ће се то питање постићи „мирним средствима“. 
Устав каже следеће:
Члан 267
1. Држава Боливија проглашава своје неопходно и неповратно право на територије које јој дају приступ Тихом океану и њеном поморском простору.
2. Ефикасно решење поморског проблема треба да се спроведе мирним средствима и вршење суверенитета над наведеном територијом, представља трајне и неопходне циљеве боливијске државе.

Кока
Једна важна промена у новом уставу је увођење члана који се тиче коке . У чланку се наводи:
Члан 384
Држава ће заштитити изворну и прастару коку као културно наслеђе, обновљиви природни ресурс боливијског биодиверзитета и као фактор друштвене кохезије; у свом природном стању није наркотик. Њена ревалоризација, производња, комерцијализација и индустријализација уређују се законом.

## Транзиција и имплементација
Устав из 2009. прати прелазни закон. Да би различити органи власти створени Уставом функционисали, био је потребан сет од пет структурних закона, а за доношење ових закона одређен је рок од 180 дана од дана ступања на снагу Устава. То су:
1. Закон о изборним органима
2. Закон о правосудним органима
3. Оквирни закон о аутономијама
4. Закон о изборном режиму
5. Закон о Уставном суду
Анализа министра за аутономију Карлоса Ромера процењује да најмање 106 закона мора бити усвојено да би се у потпуности применио нови устав. До априла 2011. године, усвојено је шеснаест таквих закона. Шеф делегације МАС-ИПСП-а у Посланичком дому обећао је да ће на седницама 2011. дати приоритет за још 40 „неопходних“ закона.